# Oh Lord! When? How?
Oh Lord! When? How? is een ep uit 1996 van de Zweedse rockband The Hives. Het was de eerste ep van de groep en versch.

## Tracks
1. "You Think You're So Darn Special"
2. "Cellblock"
3. "Some People"
4. "How Will I Cope With That?"
5. "Bearded Lady"
6. "Let Me Go"